# Tullia
A Tullia a Tullió férfinév női párja.

## Gyakorisága
Az 1990-es években szórványos név, a 2000-es években nem szerepel a 100 leggyakoribb női név között.

## Névnapok
- április 27.[2]
- október 5.[2]